# سلامة المريض
سلامة وأمان المريض تعني الإجراءات التي تتخذها المؤسسات والأفراد لحماية المريض من أي أثار ضارة نتيجة تلقي الخدمة الصحية.
سلامة المرضى هو الانضباط الجديد الصحي الذي يؤكد على منع وتقليل وإعداد التقارير وتحليل الخطأ الطبي الذي غالبا ما يؤدي إلى أحداث الرعاية الصحية السلبية.

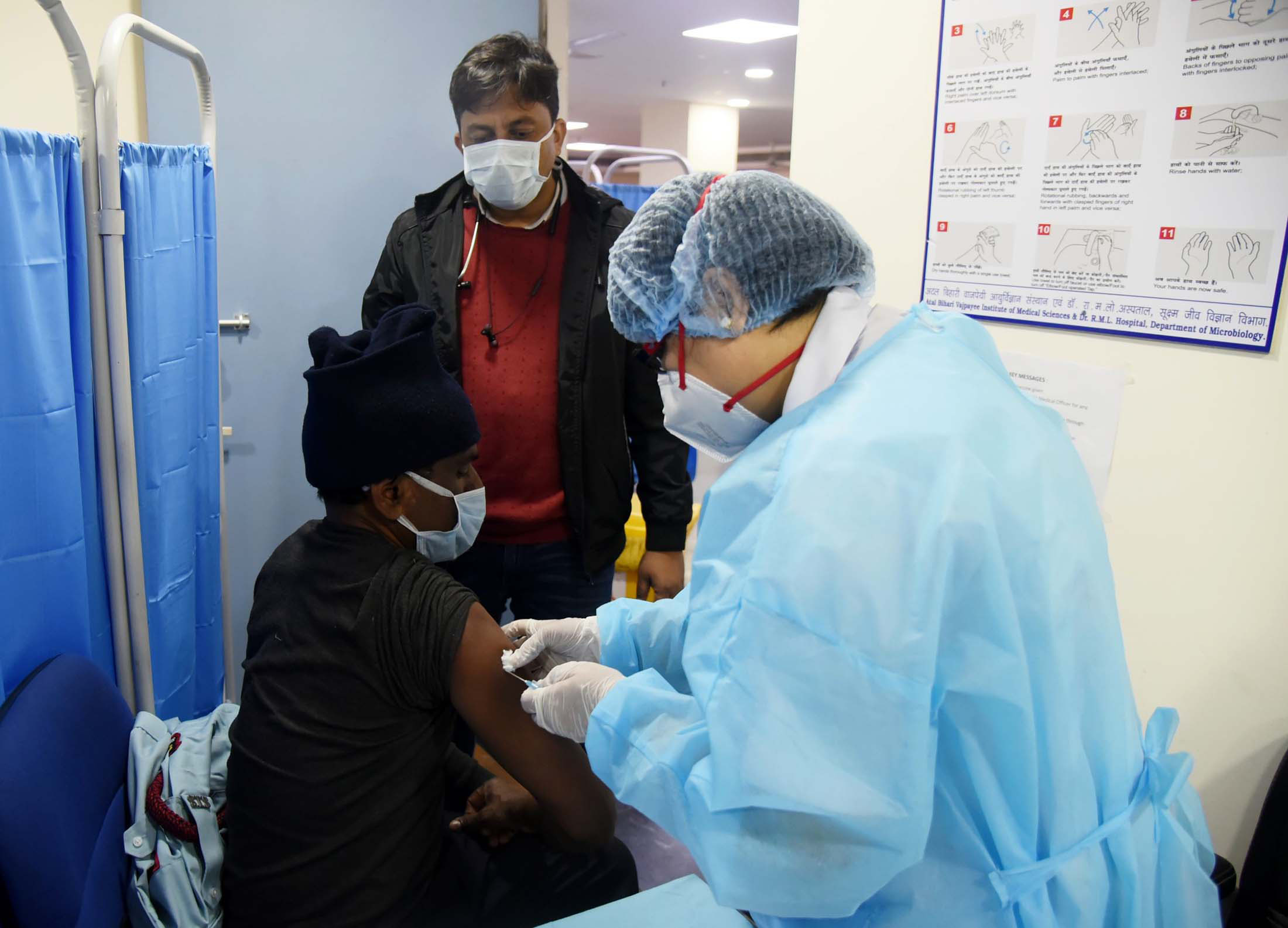

إن تواتر حجم الظواهر السلبية التي يمكن أن يتجنبها المريض لم يكن معروفا حتى 1990م، عندما ذكرت عدة بلدان الأعداد المهولة من المرضى المتضررين والذين قتلتهم الأخطاء الطبية. ومع الاعتراف بأن أخطاء الرعاية الصحية أثرها 1 في كل 10 مرضى في جميع أنحاء العالم، فإن منظمة الصحة العالمية تعتبر سلامة المريض مصدر قلق مستوطن.

## انتشار الأحداث السلبية

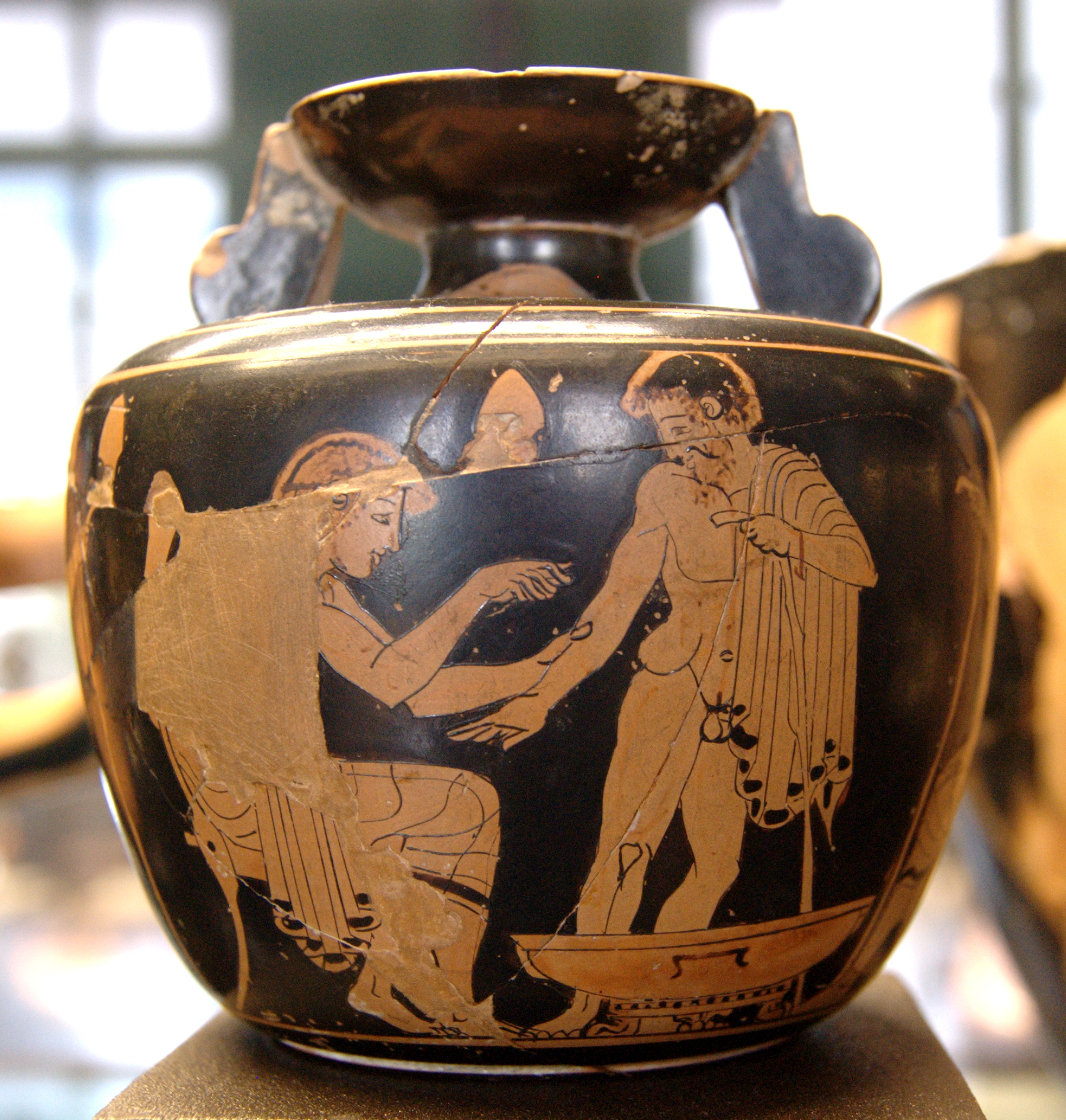
Greek physician treating a patient, c. 480–470 BC (Louvre Museum, Paris, France)

على المؤسسات الصحية رصد الأخطاء الطبية وتحليل أسبابها الجذرية وخاصة الاخطاء البشرية ووضع الحلول من اجل تقديم رعاية صحية آمنة للمريض.
أثبتت الدراسات ما يلي:
الاخطاء الطبية تحدث بنسبة 2.9- 3.7% من حالات التنويم بالمستشفيات من 8.8 - 13.6% من الاخطاء الطبية أدت إلى وفاة المريض. 98 ألف حالة وفاة تحدث سنويا نتيجة الأخطاء الطبية. 2% من المرضى المنومين يتعرضون إلى حوادث دوائية سلبية تسببت في:
1. زيادة في فترة الإقامة بالمستشفى بمقدار 4.6 يوم.
2. زيادة تكلفة العلاج بمقدار 4700 دولار لكل حالة دخول للمستشفى.

تقدر التكلفة الناتجة عن الأخطاء الطبية بمقدار 29 مليار دولار سنويا لما يترتب على هذه الأخطاء من زيادة النفقات وتكلفة الخدمة الصحية والتكلفة الناتجة عن المرض أو الوفاة أو الإعاقة والمطالبات الشرعية الغالبية العظمى من الاخطاء الطبية ناتجة عن عيوب في الاجراءات أو في النظم المؤسسية
1% فقط من اسباب الاخطاء الطبية ترجع إلى عدم كفاءة مقدمي الخدمة.

### الأخطاء الطبية البشرية
في الولايات المتحدة الأمريكية حتى عام 19990م لم يكن هنالك تسليط للضوء على الأخطاء البشرية. يجب التركيز على العامل البشري، لقد اثبتت الدراسات ضرورة إعادة تخطيط الاجراءات لمنع الاخطاء البشرية. من أسباب الأخطاء الطبية:-
- عدم الانتباه
- النسيان
- ضعف التواصل
- الادوات أو الآلات الغير ملائمة
- الإجهاد
- قلة المعرفة
- عدم ملاءمة جو العمل

نجد في إحدى المسوحات التي اجريت بالولايات المتحدة 1997م 84% لديهم المعرفة عن الحوادث الطبية. 42% تعرضوا لتجربة الخطأ الطبي

### الأسباب الشائعة لحدوث الأخطاء الدوائية
- نقص التدريب
- ضعف الاتصال
- مشكلات متعلقة بتخزين الدواء
- نقص المعلومات
- مشكلات متعلقة بكفاءة الفريق
- ضعف الاشراف
- سوء نظام تمييز الدواء
- تشتيت انتباه الفريق

### سلامة المرضى كأولوية للسلطات الطبية
منذ نشر المعهد الأمريكي للطب تقريره بعنوان "الخطأ هو أمر إنساني"، أصبحت سلامة المرضى موضوعاً أساسياً لسياسات الصحة العامة: إذ يموت ما بين 44 ألف إلى 98 ألف شخص كل عام في الولايات المتحدة نتيجة لأحداث سلبية. بالإضافة إلى تسليط الضوء على الحاجة إلى وضع سلامة المرضى كأولوية للسلطات الطبية، يركز هذا التقرير توصياته على تغيير ثقافة المستشفى. هذه هي الطريقة التي ظهر بها مصطلح "ثقافة السلامة"، المستخدم في الصناعة النووية لمدة 30 عامًا، في البيئة الطبية منذ العقد الأول من القرن الحادي والعشرين. الهدف من هذه المقالة هو تقديم مراجعة الأدبيات حول ثقافة السلامة. السلامة في مجال سلامة المرضى . تم إجراء البحث الببليوغرافي في قاعدة بيانات ScienceDirect. في المجمل، تم اختيار 74 مرجعًا، تم الاحتفاظ بـ 48 منها لكتابة هذا المقال. وقد أرشد تحليل المواد التي تم الاحتفاظ بها كتابة هذا المقال حسب الموضوع، وهي: تاريخ مفهوم ثقافة السلامة وأساليبها الكلاسيكية؛ وظهور مفهوم ثقافة السلامة في البيئة الطبية وطرق التقييم الحالية ووسائل تنميتها المستدامة.

## خطة العمل العالمية لسلامة المرضى 2021-2030
توفر خطة العمل العالمية لسلامة المرضى 2021-2030  إطار عمل لأصحاب المصلحة الرئيسيين لتوحيد قواهم وتنفيذ مبادرات سلامة المرضى بشكل شامل. الهدف هو "تحقيق أكبر قدر ممكن من  تجنب الرعاية غير الآمنة في أي مكان في العالم"، بناءً على رؤية "عالم لا يتضرر فيه أحد من خلال الرعاية الصحية وحيث يتلقى كل مريض رعاية آمنة ومحترمة، في أي وقت وفي أي مكان.

## التواصل

### التواصل الفعال وغير الفعال
استخدام التواصل الفعال بين المرضى ومتخصصي الرعاية الصحية ضروري للوصول إلى أفضل نتيجة صحية للمريض. ولكن طبقاً للمعهد الكندي لسلامة المرضى، فإن التواصل غير الفعال له أثر عكسي ويمكنه أن يتسبب في أذية مريض. التواصل فيما يتعلق بسلامة المريض ينقسم إلى نوعين: منع الأحداث الضارة والاستجابة إلى الأحداث الضارة. يمكن لإستخدام التواصل الفعال المساعدة في منع الأحداث الضارة، في حين أنه يمكن للتواصل غير الفعال المساهمة في تلك الحوادث. إذا ساهم التواصل غير الفعال في حدثٍ ضار عندئذٍ يجب تطبيق مهارات تواصل أفضل وأكثر فعالية في المقابل لتحقيق أفضل النتائج المتعلقة بسلامة المرضى. هناك طرق كثيرة تتضمن التواصل اللفظي وغير اللفظي، بالإضافة إلى الاستخدام الفعال لتكنولوجيا التواصل المناسبة، يمكن لمتخصصي الصحة العمل بها.
تتضمن طرق التواصل اللفظي وغير اللفظي معاملة المرضى باحترام وبإظهار التعاطف، والتواصل الواضح مع المرضى بأفضل طريقة تناسب احتياجاتهم، والتدرب على مهارات الاستماع، والحساسية فيما يتعلق بالاختلاف الثقافي واحترام خصوصية المريض وحقوقه في السرية. لإستخدام وسائل التكنولوجيا المناسبة، يجب علي متخصصي الصحة اختيار وسيلة التواصل الأكتر نفعاً للمريض. من المرجح أن تتسبب بعض الطرق في خللٍ في التواصل أكثر من الطرق الأخرى، مثل التواصل من خلال الهاتف أو البريد الإلكتروني (فقدان رسائل غير لفظية التي هي عنصر مهم لفهم الموقف). بالإضافة إلى أنها مسئولية مقدم الرعاية الصحية معرفة محاسن وتقييدات استخدام السجلات الصحية الإلكترونية؛ لأنها لا تنقل كل المعلومات الضرورية لفهم احتياجات المريض. إذا لم يتمرن متخصص الرعاية الصحية على تلك المهارات؛ يصبح متواصل عير فعال مما قد يؤثر على نتائج المريض.
هدف متخصص الرعاية الصحية هو مساعدة المريض لتحقيق أفضل نتائج صحية، مما يتضمن عدم تعريض سلامة المريض للخطر. يؤدي التدرب على التواصل الفعال جزءًا  كبيراً في ترويج وحماية سلامة المريض.